# Kvalifikation til VM i fodbold 2014 - UEFA Gruppe C
Gruppe C's kvalifikation til VM i fodbold 2014 var en af grupperne i forbindelse med den europæiske kvalifikation til VM i fodbold 2014. Kampene spilles imellem den 7. september 2012 til den 15. oktober 2013.

## Stilling
| Hold       | K  | V | U | T | M+ | M- | MF  | Pts |
| ---------- | -- | - | - | - | -- | -- | --- | --- |
| Tyskland   | 10 | 9 | 1 | 0 | 36 | 10 | +26 | 28  |
| Sverige    | 10 | 6 | 2 | 2 | 19 | 14 | +5  | 20  |
| Østrig     | 10 | 5 | 2 | 3 | 20 | 10 | +10 | 17  |
| Irland     | 10 | 4 | 2 | 4 | 16 | 17 | −1  | 14  |
| Kasakhstan | 10 | 1 | 2 | 7 | 6  | 21 | −15 | 5   |
| Færøerne   | 10 | 0 | 1 | 9 | 4  | 29 | −25 | 1   |

|            | Østrig | Færøerne | Tyskland | Kasakhstan | Irland | Sverige |
| ---------- | ------ | -------- | -------- | ---------- | ------ | ------- |
| Østrig     | —      | 6–0      | 1–2      | 4–0        | 1–0    | 2–1     |
| Færøerne   | 0–3    | —        | 0–3      | 1–1        | 1–4    | 1–2     |
| Tyskland   | 3–0    | 3–0      | —        | 4–1        | 3–0    | 4–4     |
| Kasakhstan | 0–0    | 2–1      | 0–3      | —          | 1–2    | 0–1     |
| Irland     | 2–2    | 3–0      | 1–6      | 3–1        | —      | 1–2     |
| Sverige    | 2–1    | 2–0      | 3–5      | 2–0        | 0–0    | —       |

## Kampe
| 7. september 2012 22:00 UTC+6 |

| Kasakhstan      | 1 – 2   | Irland                         |
| --------------- | ------- | ------------------------------ |
| Nurdauletov 37' | rapport | Keane 89' (str.) · Doyle 90' · |

| Astana Arena, Astana Tilskuere: 9.500 Dommer: Ionut Avram |

| 7. september 2012 20:45 UTC+2 |

| Tyskland                 | 3 – 0   | Færøerne |
| ------------------------ | ------- | -------- |
| Götze 28' · Özil 54' 72' | Rapport |          |

| AWD-Arena, Hannover Tilskuere: 32.769 Dommer: Robert Madden |

| 11. september 2012 20:30 UTC+2 |

| Østrig        | 1 – 2   | Tyskland                     |
| ------------- | ------- | ---------------------------- |
| Junuzović 57' | rapport | Reus 44' · Özil 52' (str.) · |

| Ernst-Happel-Stadion, Wien Tilskuere: 47.000 Dommer: Björn Kuipers |

| 11. september 2012 20:30 UTC+2 |

| Sverige              | 2 – 0   | Kasakhstan |
| -------------------- | ------- | ---------- |
| Elm 37' · Berg 90+4' | rapport |            |

| Swedbank Stadion, Malmö Tilskuere: 20.414 Dommer: Serhiy Boiko |

| 12. oktober 2012 22:00 UTC+6 |

| Kasakhstan | 0 – 0   | Østrig |
| ---------- | ------- | ------ |
|            | rapport |        |

| Astana Arena, Astana Dommer: Tamás Bognár |

| 12. oktober 2012 |

| Færøerne        | 1 - 2   | Sverige                            |
| --------------- | ------- | ---------------------------------- |
| Baldvinsson 57' | rapport | Kačaniklić 65' · Ibrahimović 75' · |

| Tórsvøllur, Tórshavn Tilskuere: 5.100 Dommer: Anastasios Sidiropoulos (Grækenland) |

| 12. oktober 2012 19:45 UTC+1 |

| Irland      | 1 – 6   | Tyskland                                                     |
| ----------- | ------- | ------------------------------------------------------------ |
| Keogh 90+2' | rapport | Reus 32' 40' · Özil 55' (str.) · Klose 58' · Kroos 61' 83' · |

| Aviva Stadium, Dublin Tilskuere: 40.000 Dommer: Nicola Rizzoli (Italien) |

| 16. oktober 2012 19:00 UTC+1 |

| Færøerne      | 1–4     | Irland                                                         |
| ------------- | ------- | -------------------------------------------------------------- |
| A. Hansen 69' | Rapport | Wilson 46' · Walters 53' · Justinussen 73' (sm.) · O'Dea 88' · |

| Tórsvøllur, Tórshavn Tilskuere: 4.300 Dommer: Lorenc Jemini (Albanien) |

| 16. oktober 2012 20:35 UTC+2 |

| Østrig                                    | 4–0     | Kasakhstan |
| ----------------------------------------- | ------- | ---------- |
| Janko 24', 63' · Alaba 71' · Harnik 90+3' | Rapport |            |

| Ernst-Happel-Stadion, Wien Tilskuere: 43.000 Dommer: Jakob Kehlet (Danmark) |

| 16. oktober 2012 20:45 UTC+2 |

| Tyskland                                   | 4–4     | Sverige                                                      |
| ------------------------------------------ | ------- | ------------------------------------------------------------ |
| Klose 8', 15' · Mertesacker 39' · Özil 55' | Rapport | Ibrahimović 62' · Lustig 64' · Elmander 76' · R. Elm 90+3' · |

| Olympiastadion, Berlin Tilskuere: 72.369 Dommer: Pedro Proença (Portugal) |

| 22. marts 2013 23:59 UTC+6 |

| Kasakhstan | 0–3     | Tyskland                      |
| ---------- | ------- | ----------------------------- |
|            | Rapport | Müller 20', 73' · Götze 22' · |

| Astana Arena, Astana Tilskuere: 29.300 Dommer: Anastassios Kakos (Grækenland) |

| 22. marts 2013 20:30 UTC+1 |

| Østrig                                                                    | 6–0     | Færøerne |
| ------------------------------------------------------------------------- | ------- | -------- |
| Hosiner 8', 20' · Ivanschitz 28' · Junuzović 77' · Alaba 78' · Garics 82' | Rapport |          |

| Ernst-Happel-Stadion, Wien Tilskuere: 24.200 Dommer: Oleksandr Derdo (Ukraine) |

| 22. marts 2013 20:45 UTC+1 |

| Sverige | 0–0     | Irland |
| ------- | ------- | ------ |
|         | Rapport |        |

| Friends Arena, Solna Tilskuere: 49.436 Dommer: Alberto Undiano Mallenco (Spanien) |

| 26. marts 2013 20:45 UTC+1 |

| Tyskland                                 | 4–1     | Kasakhstan       |
| ---------------------------------------- | ------- | ---------------- |
| Reus 23', 90' · Götze 27' · Gündoğan 31' | Rapport | Schmidtgal 46' · |

| Frankenstadion, Nuremberg Tilskuere: 43.520 Dommer: Halis Özkahya (Tyrkiet) |

| 26. marts 2013 19:45 UTC±0 |

| Irland                    | 2–2     | Østrig                     |
| ------------------------- | ------- | -------------------------- |
| Walters 25' (str.), 45+1' | Rapport | Harnik 11' · Alaba 90+3' · |

| Aviva Stadium, Dublin Tilskuere: 35.100 Dommer: Marijo Strahonja (Kroatien) |

| 7. juni 2013 20:45 UTC+2 |

| Østrig                       | 2–1     | Sverige        |
| ---------------------------- | ------- | -------------- |
| Alaba 26' (str.) · Janko 32' | Rapport | Elmander 82' · |

| Ernst-Happel-Stadion, Wien Tilskuere: 48.500 Dommer: Gianluca Rocchi (Italien) |

| 7. juni 2013 19:45 UTC+1 |

| Irland             | 3–0     | Færøerne |
| ------------------ | ------- | -------- |
| Keane 5', 55', 81' | Rapport |          |

| Aviva Stadium, Dublin Tilskuere: 30.805 Dommer: Mattias Gestranius (Finland) |

| 11. juni 2013 19:15 UTC+2 |

| Sverige                     | 2–0     | Færøerne |
| --------------------------- | ------- | -------- |
| Ibrahimović 35', 82' (str.) | Rapport |          |

| Friends Arena, Solna Tilskuere: 32.858 Dommer: Nikolay Yordanov (Bulgarien) |

| 6. september 2013 21:00 UTC+6 |

| Kasakhstan                               | 2–1     | Færøerne          |
| ---------------------------------------- | ------- | ----------------- |
| Nurdauletov 49' (str.) · Finonchenko 63' | Rapport | Benjaminsen 23' · |

| Astana Arena, Astana Tilskuere: 9.000 Dommer: Johnny Casanova (San Marino) |

| 6. september 2013 20:45 UTC+2 |

| Tyskland                           | 3–0     | Østrig |
| ---------------------------------- | ------- | ------ |
| Klose 33' · Kroos 51' · Müller 88' | Rapport |        |

| Allianz Arena, Munich Tilskuere: 68.000 Dommer: Milorad Mažić (Serbien) |

| 6. september 2013 19:45 UTC+1 |

| Irland    | 1–2     | Sverige                       |
| --------- | ------- | ----------------------------- |
| Keane 22' | Rapport | Elmander 33' · Svensson 57' · |

| Aviva Stadium, Dublin Tilskuere: 50.000 Dommer: Damir Skomina (Slovenien) |

| 10. september 2013 22:00 UTC+6 |

| Kasakhstan | 0–1     | Sverige          |
| ---------- | ------- | ---------------- |
|            | Rapport | Ibrahimović 1' · |

| Astana Arena, Astana Tilskuere: 24.000 Dommer: Miroslav Zelinka (Tjekkiet) |

| 10. september 2013 20:45 UTC+2 |

| Østrig    | 1–0     | Irland |
| --------- | ------- | ------ |
| Alaba 84' | Rapport |        |

| Ernst-Happel-Stadion, Wien Tilskuere: 48.500 Dommer: Olegário Benquerença (Portugal) |

| 10. september 2013 19:45 UTC+1 |

| Færøerne | 0–3     | Tyskland                                         |
| -------- | ------- | ------------------------------------------------ |
|          | Rapport | Mertesacker 22' · Özil 74' (str.) · Müller 84' · |

| Tórsvøllur, Tórshavn Tilskuere: 4.118 Dommer: Gediminas Mažeika (Litauen) |

| 11. oktober 2013 18:00 UTC+1 |

| Færøerne    | 1–1     | Kasakhstan        |
| ----------- | ------- | ----------------- |
| Hansson 41' | Rapport | Finonchenko 55' · |

| Tórsvøllur, Tórshavn Tilskuere: 1.870 Dommer: Dumitru Muntean (Moldova) |

| 11. oktober 2013 20:45 UTC+2 |

| Tyskland                                | 3–0     | Irland |
| --------------------------------------- | ------- | ------ |
| Khedira 11' · Schürrle 58' · Özil 90+1' | Rapport |        |

| RheinEnergieStadion, Köln Tilskuere: 46.237 Dommer: Serge Gumienny (Belgiens fodboldforbundBelgien) |

| 11. oktober 2013 20:45 UTC+2 |

| Sverige                      | 2–1     | Østrig       |
| ---------------------------- | ------- | ------------ |
| Olsson 56' · Ibrahimović 86' | Rapport | Harnik 29' · |

| Friends Arena, Solna Tilskuere: 49.416 Dommer: Cüneyt Çakır (Tyrkiet) |

| 15. oktober 2013 20:45 UTC+2 |

| Sverige                        | 3–5     | Tyskland                                        |
| ------------------------------ | ------- | ----------------------------------------------- |
| Hysén 6', 69' · Kačaniklić 42' | Rapport | Özil 45' · Götze 52' · Schürrle 57', 66', 76' · |

| Friends Arena, Solna Tilskuere: 49.251 Dommer: William Collum (Skotland) |

| 15. oktober 2013 19:45 UTC+1 |

| Færøerne | 0–3     | Østrig                                          |
| -------- | ------- | ----------------------------------------------- |
|          | Rapport | Ivanschitz 16' · Prödl 64' · Alaba 67' (str.) · |

| Tórsvøllur, Tórshavn Tilskuere: 3.100 Dommer: Liran Liany (Israel) |

| 15. oktober 2013 19:45 UTC+1 |

| Irland                                           | 3–1     | Kasakhstan   |
| ------------------------------------------------ | ------- | ------------ |
| Keane 17' (str.) · O'Shea 26' · Shomko 77' (sm.) | Rapport | Shomko 13' · |

| Aviva Stadium, Dublin Tilskuere: 21.700 Dommer: Vadims Direktorenko (Letland) |